# São Brás (Alagoas)
São Brás is een gemeente in de Braziliaanse deelstaat Alagoas. De gemeente telt 7.062 inwoners (schatting 2009).